# Sport Clube Vila Real
Maillots
Le Sport Clube Vila Real est un club de football portugais basé à Vila Real dans le nord du Portugal.

## Historique
Lors de la saison 2001-2002, le club, qui évolue en troisième division, réussit la performance d'atteindre les quarts de finale de la Coupe du Portugal.